# Formica gravida
Formica gravida é uma espécie de formiga do gênero Formica, pertencente à subfamília Formicinae.